# Segunda guerra siria
La segunda guerra siria fue un conflicto militar librado entre el año 260 a. C. y el 253 a. C. Antígono II Gónatas y Antíoco II Theos sucesor de Antíoco I Sóter se aliaron y atacaron a Ptolomeo II, quien, por su parte, intentó atraer a su bando a Eumenes I de Pérgamo. La guerra concluyó con la derrota de la flota egipcia en Cos, en la que el faraón perdió el predominio naval en el Egeo. Esto motivó la pérdida del control de muchos territorios por parte de Egipto en Asia menor y que diversos estados menores entrasen dentro de la esfera de influencia seléucida. Egipto siguió controlando algunas ciudades del sur de Anatolia, pero perdió influencia en la región.